# Kanai
Kanai o Cane (en llatí Canae, en grec antic Κάναι) era una petita ciutat d'Eòlia fundada pels locris de Cinos segons diu Estrabó, a la part oposada al sud de l'illa de Lesbos, al districte anomenat Kanaios (Canaea) que s'estenia fins a les illes Arginuses al nord.
L'exèrcit persa en la seva marxa des Sardes cap a l'Hel·lespont, va passar prop de Cane que era un promontori on hi havia la ciutat, segons menciona Heròdot. A la guerra de Roma contra el selèucida Antíoc III el Gran (191 i 190 aC) la flota romana va passar l'hivern a Kanai, i van protegir el lloc amb una rasa i una muralla, segons Titus Livi. Plini el Vell diu que era un lloc en ruïnes. Cane era a la vegada una ciutat, un promontori i un tram de la muntanya. El nom antic del lloc era Άιγἆ ("Aigá")segons Estrabó, i es queixa de que alguns autors en deien Άἶγα ("Aíga"), confonent-lo amb "cabra". També diu que el promontori no era gaire alt, però que s'inclinava cap a la mar Egea. La poeta Safo diu que el promontori s'anomenava Άιγἆ i la petita ciutat Κάναι.